# 山田直輝
山田 直輝（やまだ なおき、1990年7月4日 - ）は、埼玉県浦和市（現：さいたま市浦和区）出身のプロサッカー選手。Jリーグ・FC岐阜所属。ポジションはミッドフィールダー、フォワード。元日本代表。

## 来歴

### プロ入り前
広島県生まれ埼玉県育ち。小学生の頃は北浦和サッカースポーツ少年団に在籍。小学校6年時に選抜チームであるFC浦和で全日本少年サッカー大会で優勝した。中高生年代では、ジュニアユース、ユースと浦和レッズのアカデミーに所属。ジュニアユース時の2005年には、高円宮杯U-15で優勝。
2006年から浦和レッズのサテライトにボランチとしてたびたび出場（2007年のサテライトでは6試合出場、1得点。2008年のサテライトでは5試合出場）。また、2007年8月に行なわれたU-17ワールドカップでは、U-17日本代表に選出。10番を背負い、3試合に出場した。

### 浦和レッズ
2008年4月に、2種登録選手としてトップチーム登録。4月26日、対京都サンガF.C.戦で後半35分から途中出場。17歳9ヶ月22日でJリーグデビューを果たした。2008年の公式戦出場は、6月8日のナビスコカップ対名古屋グランパスエイト戦とあわせ、2試合。ユースでも、10月13日、高円宮杯第19回全日本ユースサッカー選手権 (U-18)大会決勝の対名古屋グランパスU-18戦にてハットトリックを達成し優勝に貢献（試合は9-1で浦和が勝利）。自身も同大会で8得点を挙げ、得点王となった。
2009年、高橋峻希、濱田水輝、永田拓也とともにトップ昇格。3月14日、J1第2節FC東京戦に後半33分から途中出場し、ポンテの得点をアシスト。これがプロ入り初アシストである。4月29日、対清水エスパルス戦で後半29分、プロ初得点をあげた。また、4月にはチームメイトである原口元気とともに、U-20代表候補に選ばれたが、右太腿裏を痛めたため代表合宿への参加を辞退した（原口は参加）。
2009年5月21日、トップ昇格1年目にして日本代表に初選出され、5月27日、キリンカップ対チリ戦の前半39分から途中出場。後半47分には、この試合4点目となる、本田圭佑のA代表初得点をアシスト。その後、右臀部を痛めて代表から離脱、FIFAワールドカップ最終予選には帯同しなかった。その後、中学時代からの腰椎分離症の影響で戦線離脱。日韓オールスター戦のJOMO CUPでJリーグ選抜に選出されるも、これを辞退した。その後は度重なる故障に悩まされ、復帰しては再発して欠場するという流れを繰り返した。そして、チームにとっても中盤の要として活躍していた山田の欠場は大きく影響し、欠場する試合が多くなっていくのに比例してチームも調子を落として行った。12月19日に行われたU-20代表の国際親善試合、対韓国戦では、途中出場ながら2得点をあげてチームを逆転へと導き、同年代ではAFC U-19選手権2008の準々決勝で韓国に3-0で敗れて以来の雪辱を果たした。
2010年、若手選手を中心に構成された日本代表に選出され、1月6日に行われたアジアカップ最終予選・イエメン戦にスタメン出場したが、前半17分に相手からの悪質なタックルで負傷退場した。帰国後に精密検査を受診し、右腓骨骨折で全治3ヶ月と診断された。以降は長いリハビリ生活を送っていたが、6月上旬より全体練習に合流した後、6月9日に行われたナビスコカップ予選リーグ第7節横浜F・マリノス戦で後半33分から途中出場し、約5ヶ月ぶりとなる公式戦出場を果たし、ワールドカップ中断後からはリーグ戦に3試合出場したものの、8月6日のトレーニング中に右すねを強打、当初は強度の打撲と診断されていたが、再検査の結果、再び右腓骨を骨折していることが判明、全治3ヶ月と診断され今シーズン中の復帰は厳しいと思われたが、再度の長いリハビリを経て12月初旬にトレーニングに完全復帰。12月25日に行われた天皇杯準々決勝ガンバ大阪戦で約5ヶ月ぶりに公式戦ベンチ入りを果たしたが、出場はなく浦和も敗れ、シーズンを終えた。
2011年、阿部勇樹の移籍によって欠番となった22番に背番号を変更、シーズン当初は前年の故障の影響もありシーズン開幕からベンチ入りすらままらならない状態が続き、6月5日のナビスコカップ1回戦第1節モンテディオ山形戦でようやくシーズン初の公式戦出場。以降もゼリコ・ペトロビッチ監督に不慣れな右サイドでのプレーを命じられたり、戦術上の問題で得意とするピッチを縦横無尽に動く働きを封じられ、本領を発揮することが出来ずにいた。しかし、監督が堀孝史に交代後は柏木陽介と共にダブルトップ下のレギュラーに固定され、チームのJ1残留に貢献した。
2012年、阿部の復帰に伴い、再び背番号を34番に変更。3月20日のナビスコカップ対ベガルタ仙台戦において試合中接触し、左膝前十字靭帯を損傷。全治約6ヶ月と診断された。12月に高校時代から交際していたさいたま市在住の一般女性と入籍した。

### 湘南ベルマーレ
2015年、湘南ベルマーレへ1年間の期限付き移籍。5月20日、ナビスコカップ第5節の松本山雅FCで移籍後初得点。2016年9月22日、天皇杯の3回戦ではプロ初となる1試合2得点を決めて怪我から復活をアピールした。2016年11月3日、2ndステージ第17節の名古屋グランパスエイト戦では先発出場し、2得点をあげる活躍で意地を見せた（名古屋はこの敗戦によりクラブ史上初のJ2降格が決定）。シーズン終了後、期限付き移籍を1年契約を延長した。
2017年8月5日、第26節の松本山雅FC戦では逆転ゴールを決めて勝利に貢献した。8月26日、第30節のザスパクサツ群馬戦では全得点に絡む活躍で勝利に貢献した。9月30日、第35節のツエーゲン金沢戦では開始11秒で得点を決めて勝利に貢献した。

### 浦和レッズ復帰
2017年12月7日、浦和レッズへ4年ぶりに復帰することが発表された。
2018年4月28日、第11節の湘南ベルマーレ戦で復帰後初のJ1リーグ初先発を果たした。

### 湘南ベルマーレ復帰
2019年7月24日、2年ぶりに湘南ベルマーレへ期限付き移籍することが発表された。12月31日、2020年シーズンより完全移籍することが発表された。2024シーズン終了後、契約満了により退団。

### FC岐阜
2025シーズンより、FC岐阜への完全移籍が決まった。

## 人物・エピソード
- 「浦和ユース黄金世代[20]」中心選手の一人。
- 父は、元アジアユース（U-20）代表、JSL1部のマツダSC（現サンフレッチェ広島）でSBやMFとして活躍した山田隆。引退後マツダ本社で勤務していたときに自身が誕生している。
- 2009年6月、イギリスのスカイスポーツの世界の有望な若手選手を探す番組の中で山田を紹介。80点満点の採点では3位タイの64点をつけ、ポール・スコールズに似ていると評した[21]。

## 所属クラブ
- 北浦和サッカースポーツ少年団 (さいたま市立北浦和小学校)
- 2003年 - 2005年 浦和レッズジュニアユース (さいたま市立本太中学校)
- 2006年 - 2008年 浦和レッズユース (埼玉県立大宮南高等学校→ウィザス高校)
  - 2008年  浦和レッズ (2種登録選手)
- 2009年 - 2019年  浦和レッズ
  - 2015年 - 2017年  湘南ベルマーレ (期限付き移籍)
  - 2019年7月 - 同年12月  湘南ベルマーレ (期限付き移籍)
- 2020年 - 2024年  湘南ベルマーレ
- 2025年 -  FC岐阜

## 個人成績
| 国内大会個人成績 | 国内大会個人成績 | 国内大会個人成績 | 国内大会個人成績 | 国内大会個人成績 | 国内大会個人成績 | 国内大会個人成績 | 国内大会個人成績 | 国内大会個人成績 | 国内大会個人成績 | 国内大会個人成績 | 国内大会個人成績 |
| 年度             | クラブ           | 背番号           | リーグ           | リーグ戦         | リーグ戦         | リーグ杯         | リーグ杯         | オープン杯       | オープン杯       | 期間通算         | 期間通算         |
| 年度             | クラブ           | 背番号           | リーグ           | 出場             | 得点             | 出場             | 得点             | 出場             | 得点             | 出場             | 得点             |
| 日本             | 日本             | 日本             | 日本             | リーグ戦         | リーグ戦         | リーグ杯         | リーグ杯         | 天皇杯           | 天皇杯           | 期間通算         | 期間通算         |
| ---------------- | ---------------- | ---------------- | ---------------- | ---------------- | ---------------- | ---------------- | ---------------- | ---------------- | ---------------- | ---------------- | ---------------- |
| 2008             | 浦和             | 34               | J1               | 1                | 0                | 1                | 0                | 0                | 0                | 2                | 0                |
| 2009             | 浦和             | 34               | J1               | 20               | 1                | 5                | 2                | 1                | 0                | 26               | 3                |
| 2010             | 浦和             | 34               | J1               | 3                | 0                | 1                | 0                | 0                | 0                | 4                | 0                |
| 2011             | 浦和             | 22               | J1               | 18               | 1                | 6                | 0                | 4                | 0                | 26               | 1                |
| 2012             | 浦和             | 34               | J1               | 2                | 0                | 1                | 0                | 0                | 0                | 3                | 0                |
| 2013             | 浦和             | 34               | J1               | 4                | 0                | 0                | 0                | 1                | 0                | 5                | 0                |
| 2014             | 浦和             | 6                | J1               | 2                | 0                | 2                | 0                | 1                | 0                | 7                | 0                |
| 2015             | 湘南             | 8                | J1               | 17               | 1                | 4                | 1                | 2                | 1                | 23               | 3                |
| 2016             | 湘南             | 8                | J1               | 11               | 2                | 2                | 0                | 3                | 2                | 16               | 4                |
| 2017             | 湘南             | 8                | J2               | 39               | 5                | -                | -                | 1                | 0                | 40               | 5                |
| 2018             | 浦和             | 18               | J1               | 3                | 0                | 4                | 0                | 1                | 1                | 8                | 1                |
| 2019             | 浦和             | 18               | J1               | 1                | 0                | -                | -                | 1                | 0                | 2                | 0                |
| 2019             | 湘南             | 10               | J1               | 9                | 1                | -                | -                | -                | -                | 9                | 1                |
| 2020             | 湘南             | 10               | J1               | 16               | 1                | 2                | 1                | -                | -                | 18               | 2                |
| 2021             | 湘南             | 10               | J1               | 37               | 5                | 1                | 0                | 1                | 0                | 39               | 5                |
| 2022             | 湘南             | 10               | J1               | 21               | 0                | 5                | 2                | 1                | 0                | 27               | 2                |
| 2023             | 湘南             | 10               | J1               | 21               | 1                | 5                | 3                | 1                | 0                | 27               | 4                |
| 2024             | 湘南             | 10               | J1               | 10               | 0                | 1                | 0                | 2                | 1                | 13               | 1                |
| 2025             | 岐阜             | 15               | J3               |                  |                  |                  |                  |                  |                  |                  |                  |
| 通算             | 日本             | 日本             | J1               | 196              | 13               | 40               | 9                | 19               | 5                | 255              | 27               |
| 通算             | 日本             | 日本             | J2               | 39               | 5                | -                | -                | 1                | 0                | 40               | 5                |
| 総通算           | 総通算           | 総通算           | 総通算           | 225              | 18               | 39               | 9                | 18               | 4                | 282              | 31               |

- 2008年は、ユース所属

| 国際大会個人成績 | 国際大会個人成績 | 国際大会個人成績 | 国際大会個人成績 | 国際大会個人成績 |
| 年度             | クラブ           | 背番号           | 出場             | 得点             |
| AFC              | AFC              | AFC              | ACL              | ACL              |
| ---------------- | ---------------- | ---------------- | ---------------- | ---------------- |
| 2013             | 浦和             | 34               | 0                | 0                |
| 2019             | 浦和             | 18               | 0                | 0                |
| 通算             | AFC              | AFC              | 0                | 0                |

その他の国際公式戦
- 2019年
  - Jリーグカップ/コパ・スダメリカーナ王者決定戦 1試合0得点

出場歴
- Jリーグ初出場：2008年4月26日 J1第8節 vs京都サンガF.C.戦 (西京極)
- Jリーグ初得点：2009年4月29日 J1第8節 vs清水エスパルス戦 (エコパ)

## タイトル

### クラブ
FC浦和
- 全日本少年サッカー大会：1回（2002年）

浦和レッズジュニアユース
- 高円宮杯全日本ユース(U-15)サッカー選手権大会：1回（2005年）
- 日本クラブユースサッカー選手権(U-15)大会：1回（2005年）

浦和レッズユース
- 高円宮杯全日本ユース(U-18)サッカー選手権大会：1回（2008年）

湘南ベルマーレ
- J2リーグ：1回（2017年）

浦和レッズ
- 天皇杯 JFA 全日本サッカー選手権大会：1回（2018年）

### 代表
- AFC U-17選手権：1回（2006年）

### 個人
- 高円宮杯全日本ユース(U-18)サッカー選手権大会 得点王：1回（2008年）

## 代表歴

### 出場大会
- U-15日本代表
  - AFC U-17選手権2006 (予選) / 2試合0得点
- U-16日本代表
  - AFC U-17選手権2006 / 6試合1得点
- U-17日本代表
  - 2007 FIFA U-17ワールドカップ / 3試合0得点
- U-20日本代表
  - 国際親善試合 対U-20韓国代表 / 1試合2得点
- U-22日本代表
  - ウズベキスタン遠征（2011年3月）
  - トレーニングキャンプ（2011年4月）
- U-23日本代表
  - ロンドンオリンピックアジア最終予選(2012年)
- 日本代表
  - キリンカップサッカー2009 / 1試合0得点
  - AFCアジアカップ2011 (予選) / 1試合0得点

### 試合数
- 国際Aマッチ 2試合 0得点（2009年 - 2010年）

| 日本代表 | 国際Aマッチ | 国際Aマッチ |
| 年       | 出場        | 得点        |
| -------- | ----------- | ----------- |
| 2009     | 1           | 0           |
| 2010     | 1           | 0           |
| 通算     | 2           | 0           |

### 出場
| No. | 開催日        | 開催都市 | スタジアム                                 | 対戦国   | 結果 | 監督     | 大会                       |
| --- | ------------- | -------- | ------------------------------------------ | -------- | ---- | -------- | -------------------------- |
| 1.  | 2009年5月27日 | 大阪     | 長居陸上競技場                             | チリ     | ○4-0 | 岡田武史 | キリンチャレンジカップ2009 |
| 2.  | 2010年1月5日  | サナア   | アル・サウラ・スポーツ・シティ・スタジアム | イエメン | ○3-2 | 岡田武史 | AFCアジアカップ2011予選    |